# Piaski Uhruskie
Piaski Uhruskie – kolonia wsi Uhrusk w Polsce, położona w województwie lubelskim, w powiecie włodawskim, w gminie Wola Uhruska.
W latach 1975–1998 kolonia administracyjnie należała do województwa chełmskiego.